# Gorna Malina (huyện)
Gorna Malina là một huyện thuộc tỉnh Sofia, Bungaria. Dân số thời điểm năm 2001 là 7062 người.